# Метрополитен Мехико

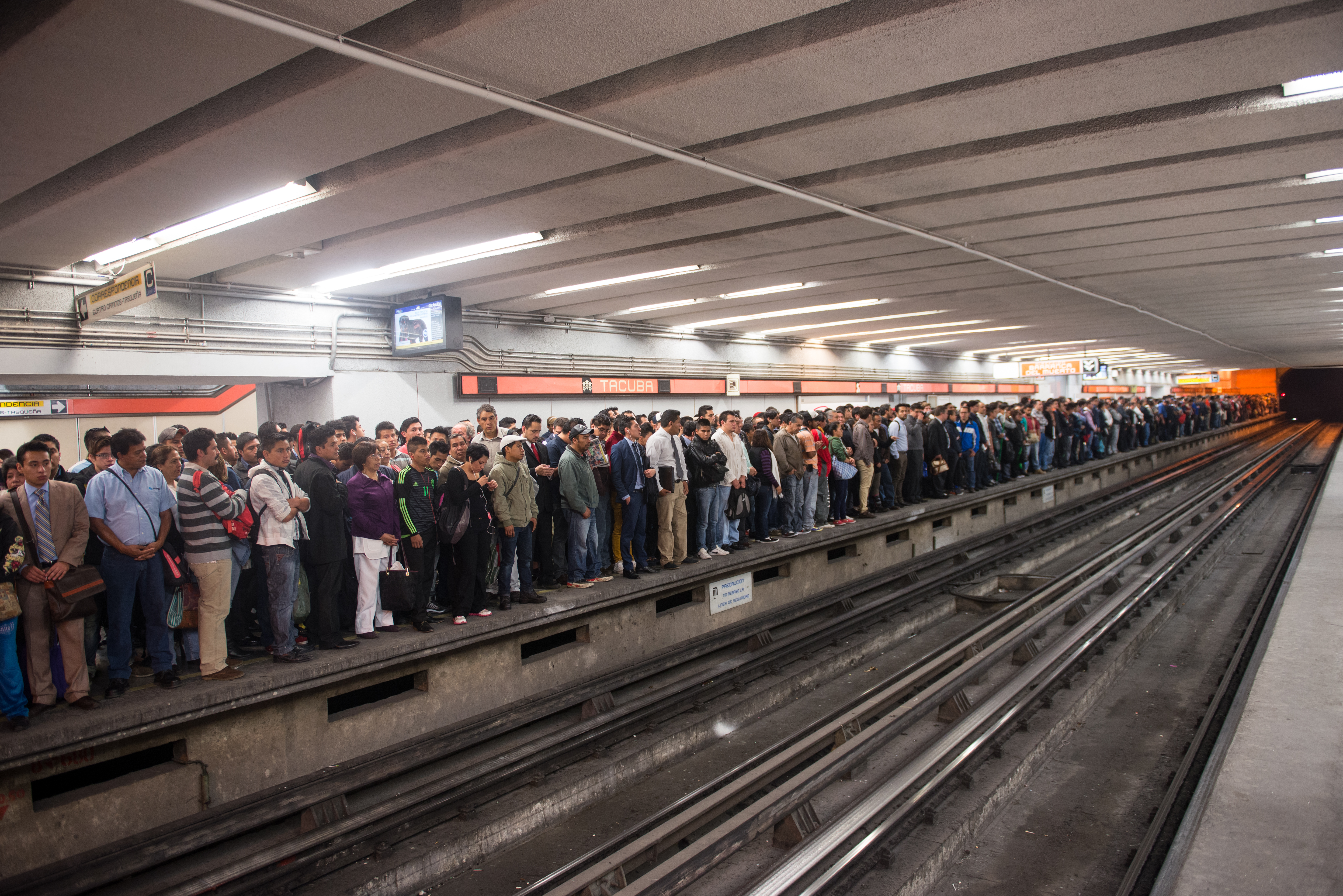
Станция Такуба (2015 год)

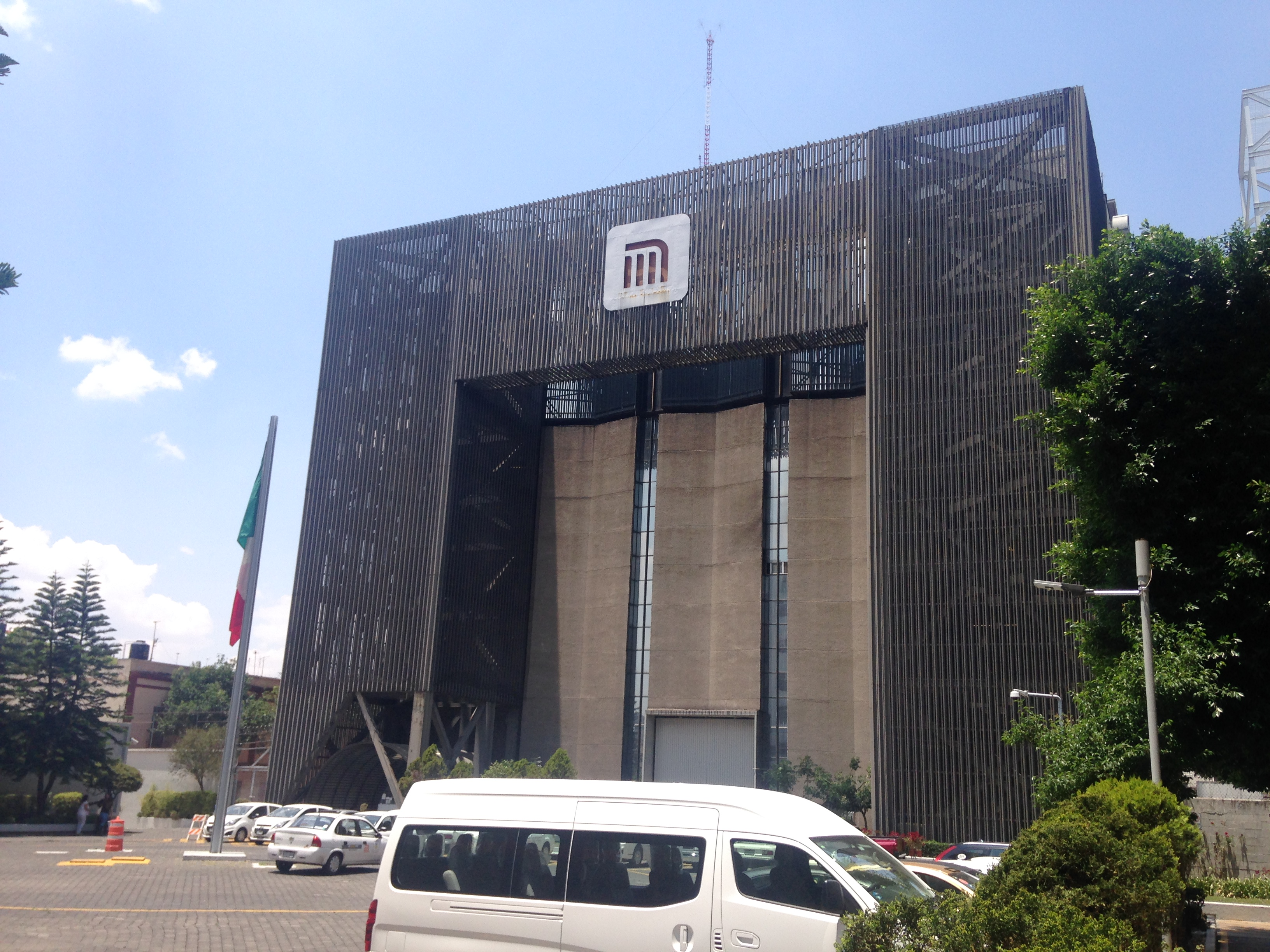
Центральное управление метро Мехико

Метрополите́н Ме́хико (исп. Sistema de Transporte Colectivo Metro / STC Metro) — система линий метро, в основном на шинном ходу в конурбации Большой Мехико города Мехико, Мексика. Это второй по размерам метрополитен в Северной Америке после Нью-Йоркского метрополитена, в 2018 году перевёз 1,647 млрд человек. Занимает 8-е место в списке метрополитенов по годовому пассажиропотоку.
В метрополитене Мехико на конец 2012 года 195 станций, 24 из которых связывают две или более линий. 115 станций находятся под землёй (максимальная глубина 36 метров, на Линии 7), 55 станции на уровне земли и 25 станций над землёй.
В 2007 году правительство федерального округа Мехико объявило о планах строительства новой линии метро под номером 12. Линия открылась 30 октября 2012 года, она имеет пересадки на линии 7, 3, 2 и 8. В январе 2013 года было объявлено о скором начале строительства ещё двух станций линии 12 — в западном направлении от существующей конечной.

## История

### Ранние планы
Ко второй половине XX века в Мехико возникли серьёзные проблемы с общественным транспортом из-за перегруженности основных дорог и автомагистралей, особенно в центральной части города, где было сосредоточено 40 процентов ежедневных поездок в городе. Из 91 линии автобусного и электрического транспорта 65 обслуживали этот район. С четырьмя тысячами единиц в дополнение к 150 000 автомобилям в часы максимальной загрузки средняя скорость движения была меньше, чем скорость ходьбы.
Основным инициатором строительства метро в Мехико был инженер Бернардо Кинтана, который руководил строительной компанией Ingenieros Civiles y Asociados. Он провёл серию исследований, в результате которых был разработан проект плана, который привёл к строительству метро в Мехико. Этот план был показан различным властям Мехико, но официально он не был обнародован до 29 апреля 1967 года, когда в правительственном вестнике (Diario Oficial de la Federación) был опубликован указ президента о создании Sistema de Transporte Colectivo, с предложением строить, эксплуатировать и запустить метрополитен в Мехико.
19 июня 1967 года на перекрёстке проспектов Чапультепек и Авенида Букарели состоялась церемония открытия метрополитена Мехико. Два года спустя, 4 сентября 1969 года, оранжевый поезд совершил первый рейс между станциями «Сарагоса» и «Инсургентес», таким образом начав регулярное ежедневное движение.

### Первый этап (1967—1972)
Первый этап строительства включал в себя строительство, выполненное Grupo ICA, и открытие линий 1, 2 и 3. На этом этапе участвовали инженеры, геологи, механики, инженеры-строители, химики, гидравлические и санитарные рабочие, электрики, археологи и биологи; специалисты в области вентиляции, статистики, вычислений, дорожного движения и транзита; бухгалтеры, экономисты, юристы, рабочие и разнорабочие. В нём участвовало от 1200 до 4000 специалистов и 48 000 рабочих, которые строили не менее одного километра пути в месяц, что является самым быстрым темпом строительства метрополитена когда-либо.
К концу первого этапа, а именно к 10 июня 1972 года, метро состояло из 48 станций и путей общей длиной 41,41 км: линия 1 шла от «Обсерваторио» до «Сарагоса», линия 2 от «Такуба» до «Таскенья» и линия 3 от «Тлателолько» до «Оспиталь Хенераль» (Главная больница).

### Второй этап (1977—1982)
Во время правления президента Луиса Эчеверрии дальнейшего прогресса достигнуто не было, но в период президентства Хосе Лопеса Портильо начался второй этап. Comisión Ejecutiva del Metro (Исполнительная техническая комиссия метрополитена) была создана для того, чтобы расширять метрополитен.
Работы начались с расширения линии 3 по направлению к северу от «Тлателолько» до «Ла Раса» в 1978 году и до «Индиос Вердес» в 1979 году, а также к югу от «Оспиталь Хенераль» до «Сентро Медико» в 1980 году и до «Сапаты» через несколько месяцев. Строительство линий 4 и 5 было начаты тогда же и завершены 26 мая и 30 августа 1982 года соответственно; первая шла от «Мартин Каррера» до «Санта-Анита», в то время как вторая шла от «Политекнико» до «Пантитлан». Линия 4 была первой линией метро, построенной в виде эстакады из-за меньшей плотности больших зданий.

### Третий этап (1983—1985); землетрясение 1985 г.
Этот этап строительства проходил с начала 1983 г. до конца 1985 г. Линии 1, 2 и 3 были расширены до нынешней длины, и были построены новые линии 6 и 7. Протяжённость сети была увеличена на 35,29 км, а количество станций — до 105.
Маршрут линии 3 был расширен от станции «Сапата» до станции «Универсидад» в 1983 году. Линия 1 была расширена от «Сарагоса» до «Пантитлан», а линия 2 — от «Такуба» до «Куатро Каминос». Они были открыты 22 августа 1984 года.
Первый участок линии 6 пролегал от «Эль-Росарио» до «Институто дель Петролео»; Линия 7 была открыта от «Такуба» до «Барранка-дель-Муэрто» и проходит по подножию горного хребта Сьерра-де-лас-Крусес, который окружает долину Мехико с её западной стороны, за пределами зоны древних озёр. Это позволило построить линию 7 как глубокий туннель.
Утром 19 сентября 1985 года в Мехико произошло землетрясение силой 8,1 балла. Многие здания, а также улицы были существенно повреждены, что затруднило транспортировку по земле, но метро не пострадало, потому что вместо арок использовалась прямоугольная конструкция, что давало ей устойчивость к землетрясениям и, таким образом, сделало метро безопасным средством транспорта.
В день землетрясения метро прекратило работу и полностью отключилось. На тот момент в метро была 101 станция, из которых 32 были закрыты в течение нескольких недель после события. На линии 1 были закрыты станции «Мерсед», «Пино Суарес», «Исабель ла Католика», «Сальто дель Агуа», «Бальдерас» и «Куаутемок». На линии 2 был закрыт участок между станциями «Бельяс Артес» и «Таскенья». На линии 3 только «Хуарес» и «Бальдерас» были закрыты. Линия 4 продолжала нормально работать. Все закрытые станции находились в районе исторического центра, за исключением станций линии 2 к югу от «Пино Суарес». Эти станции располагались над землей и были закрыты не из-за повреждений самого метрополитена, а из-за аварийно-спасательных работ на поверхности и расчистки завалов.

### Четвертый этап (1985—1988)
На четвёртом этапе было завершено строительство линии 6 от «Институто дель Петролео» до «Мартин Каррера» и линии 7 к северу от «Такуба» до «Эль Росарио». Линия 9 была единственной новой линией, построенной на этом этапе. Первоначально она проходила от «Пантитлан» до «Сентро Медико», а участок до «Такубайя» был открыт 29 августа 1988 года.

### Пятый этап (1988—1994)
Впервые линия метрополитена Мехико пересекла границу штата Мехико: запланированная как одна из нескольких линий, которые будут называться буквами, а не цифрами, линия А была полностью введена в эксплуатацию к моменту её первого открытия 12 августа 1991 года. Линия идёт от «Пантитлан» до станции «Ла-Пас», расположенной в городе с таким же названием.
В проекте линии 8 планировалась пересадка в Сокало, в самом центре города, но она была отменена из-за возможного повреждения колониальных зданий и руин ацтеков, поэтому она была перепланирована и теперь проходит от «Гарибальди», которая находится в центре города до «Конститусьон де 1917» на юго-востоке города. Строительство линии 8 началось в 1988 году и было завершено в 1994 году.
В итоге протяжённость сети увеличилась на 37,1 км, добавились две линии и еще 29 станций, в результате чего сеть метро составила в общей сложности 178,1 км, 154 станции и 10 линий.

### Шестой этап (1994—2000)
Постройка линии B началась в конце 1993 года. Линия B была предназначена в качестве второй линии для северо-восточных муниципалитетов в штате Мехико. Строительство подземного пути между «Буэнависта» (названной в честь старой железнодорожной станции Буэнависта) и «Гарибальди» началось в октябре 1994 года. Линия B была открыта в два этапа: от «Буэнависта» до «Вилья-де-Арагон» 15 декабря 1999 года и от «Вилья-де-Арагон» до «Сьюдад-Ацтека» 30 ноября 2000 года.

### Седьмой этап (2008—2014)
Планирование новой линии метро началось в 2008 году. Первый участок линии 12 планировалось завершить в конце 2009 года с созданием пути, соединяющего «Аксомулько», запланированную станцию на линии 8 (между «Эскадрон 201» и «Атлалилько») до «Тлауак». Второй этап, соединяющий «Мишоак» и «Тлауак», завершен в 2010 году.
Строительство линии 12 началось в 2008 году, и предполагалось, что она будет открыта к 2011 году. Тем не менее, завершение было отложено до 2012 года. На некоторых станциях для населения были предложены бесплатные пробные поездки, и линия была полностью готова к работе 30 октября 2012 года. Это самая длинная линия в системе, протяжённость которой составляет 24,31 километра.
В 2015 году мэр Мигель Анхель Мансера объявил о строительстве ещё двух станций и пересадочного терминала на линии 12: «Валентин Кампа», «Альваро Обрегон» и «Обсерваторио», обе к западу от «Мишкоак».

## Линии
| № | Линия    |
| - | -------- |
|   | Линия 1  |
|   | Линия 2  |
|   | Линия 3  |
|   | Линия 4  |
|   | Линия 5  |
|   | Линия 6  |
|   | Линия 7  |
|   | Линия 8  |
|   | Линия 9  |
|   | Линия A  |
|   | Линия B  |
|   | Линия 12 |